# Culture de gouvernement
 (janvier 2021).
Si vous disposez d'ouvrages ou d'articles de référence ou si vous connaissez des sites web de qualité traitant du thème abordé ici, merci de compléter l'article en donnant les références utiles à sa vérifiabilité et en les liant à la section « Notes et références ».
La « culture de gouvernement » est une expression politique selon laquelle le fait de participer à un gouvernement implique d'être réaliste et d'être capable de faire des compromis. L'expression est associée au courant de la gauche réformiste, dite deuxième gauche, s'opposant à la gauche de revendication ou de protestation.

## En France
Pour la gauche réformiste, la culture de gouvernement vise au réalisme, s'opposant à la gauche de revendication, de protestation, où la fonction tribunicienne voire révolutionnaire domine.
Après mai 1981 et le retour de la gauche au pouvoir après plus de vingt ans d'opposition, l'ambition du changement se confronte aux réalités techniques et budgétaires de l'exécutif et aux réalités économiques ; lors du tournant de 1983, aux critiques contre la « pause » dans les réformes, est opposée une « culture de gouvernement » que la gauche aurait enfin obtenue.
Ce concept prend place dans le débat idéologique qui oppose traditionnellement les « réformistes » (favorables à l'accès et à l'exercice démocratique du pouvoir pour y réaliser des réformes réalistes conduisant à un changement progressif) aux « révolutionnaires » (opposés au compromis avec le capitalisme et aux formes bourgeoises des institutions et partisans d'une rupture immédiate politique et économique) ; la culture de gouvernement est liée à la conception réformiste : elle préconise la prise en compte, par la gauche, des exigences techniques et temporelles de l'exécutif (conduisant à des compromis en matière économique et institutionnelle).
Même après 1920 et le congrès de Tours, la SFIO n'accepte pas de prendre la responsabilité du pouvoir dans un cadre non révolutionnaire.
Les exclusions de Millerand (1859-1943), Briand (1862-1932), Viviani (1863 - 1925) et l'échec de l'expérience de l'Union sacrée n'ont pas modifié cette théorie. Toutefois, Léon Blum, conseiller d'État, chef de cabinet d'un ministère de Marcel Sembat, est un des rares socialistes à posséder l'expérience technique de l'exercice du pouvoir d'État. Après les échecs du Cartel des gauches, et les conflits lors des congrès socialistes qu'entraîne l'éventualité d'une participation gouvernementale, au cours des années 1930, le choix des communistes pour un gouvernement de Front populaire permet à la SFIO d'assumer leur participation à ce gouvernement (qui n'est pas censé être celui de la révolution). La brièveté de l'expérience et la rapide désillusion politique qu'elle entraîne fait naître la thèse des « Cent Jours » : la gauche doit réformer rapidement, dès son arrivée, sous peine de ne pas en avoir le temps et d'être engluée dans le quotidien des affaires. Toutefois, parallèlement, une partie des socialistes, dont Vincent Auriol et Jules Moch, en retirent une « culture de gouvernement », qui, au-delà de leur expérience gouvernementale, est une réflexion sur les contraintes et les possibles de l'action gouvernementale. Des échos de ces débats se ressentent lors des débats de l'immédiat après-guerre (entre Daniel Mayer et Guy Mollet). Le choix retenu au cours des années 1950 est d'assumer simultanément une pratique gouvernementale de compromis et un discours politique théorique maintenant l'objectif de la rupture révolutionnaire (Molletisme).
Après vingt ans d'opposition, dans les années 1970/1980, le Programme commun et même les statuts du Parti socialiste constituent un compromis idéologique faisant la part belle à la rupture, ce qui lui est souvent reproché par les tenants de la deuxième gauche (dont Michel Rocard). La gauche revient avec François Mitterrand et le gouvernement de Pierre Mauroy et s'installe après le tournant de 1983, notamment sous Laurent Fabius, dans une « culture de gouvernement » qui fait débat. Revendiquée par Michel Rocard ou Jacques Delors, elle est attaquée par les extrêmes gauches comme synonyme de renoncement.
L'expression a également été utilisée par extension pour expliquer la rupture entre Jean-Marie Le Pen et Bruno Mégret qui souhaitait que l'extrême droite en France acquière une culture de gouvernement.

## En Suisse
En Suisse, le terme n'est pas employé car la culture de gouvernement fait partie de la vie politique depuis des décennies sous la forme de formule magique, introduite dès 1958, qui implique de fait une gouvernance partagée entre plusieurs tendances politiques allant aujourd'hui de la gauche socialiste à la droite national-conservatrice populiste. 
Toutefois, déjà dès 1919, les deux forces antagonistes principales (protestants radicaux centralisateurs  et catholiques conservateurs fédéralistes) étaient représentées au Gouvernement et ce, jusqu'en 1958, date d'introduction de la formule magique. Il en va de même pour l'action des gouvernements cantonaux composés systématiquement d'au moins 3 partis.